# Internet Message Access Protocol
IMAP (ang. Internet Message Access Protocol) – internetowy protokół pocztowy zaprojektowany jako następca POP3.
W przeciwieństwie do POP3, który umożliwia jedynie pobieranie i kasowanie poczty, IMAP pozwala na zarządzanie wieloma folderami pocztowymi oraz pobieranie i operowanie na listach znajdujących się na zdalnym serwerze.
IMAP pozwala na ściągnięcie nagłówków wiadomości i wybranie, które z wiadomości chcemy ściągnąć na komputer lokalny. Pozwala na wykonywanie wielu operacji, zarządzanie folderami i wiadomościami.
IMAP4 korzysta z protokołu TCP oraz portu 143, natomiast IMAPS – również korzysta z TCP oraz portu 993.

## Zalety protokołu IMAP w stosunku do POP3
- IMAP pozwala na dwa tryby działania: połączeniowy i bezpołączeniowy. W przypadku protokołu POP, klient zazwyczaj podłączony jest do serwera na tyle długo, na ile trwa pobieranie wiadomości. W przypadku IMAP klient często utrzymuje połączenie dopóki interfejs użytkownika jest uruchomiony, żeby móc pobierać wiadomości na żądanie. W przypadku kont pocztowych posiadających wiele bądź duże wiadomości, tego rodzaju strategia może skutkować niższym czasem reakcji.
- Protokół POP wymaga, aby w tym samym czasie do danego konta pocztowego podłączony był jeden klient. IMAP pozwala równocześnie podłączać się wielu klientom. Dostarcza mechanizmy pozwalające wykryć zmiany dokonane przez inne podłączone w tym samym czasie stacje klientów.
- Dzięki IMAP IDLE wiadomości mogą być przesyłane do klientów bezpośrednio po dostarczeniu na serwer, bez konieczności ręcznego odpytywania serwera (push e-mail).
- W protokole IMAP fragmenty wiadomości elektronicznej są opisane za pomocą standardu MIME. IMAP umożliwia pobieranie wskazanych części wiadomości elektronicznej, niekoniecznie całej wiadomości. Tak więc można pobrać jedynie tekst bez konieczności pobierania załączników (zdjęć, dokumentów, które opisane są każde z osobna przez standard MIME, jako osobne części wiadomości). Możliwe jest też częściowe pobieranie określonych przez MIME fragmentów wiadomości.
- Protokół IMAP implementuje system flag określających status wiadomości w taki sposób, że każdy z podłączonych klientów widzi zmiany statusów dokonane przez innych klientów. Flagi określają m.in.: czy wiadomość została przeczytana, skasowana, czy udzielona została na nią odpowiedź. Status flag zapisywany jest na serwerze.
- Niektóre z serwerów IMAP pozwalają na przyporządkowanie do wiadomości jednego, bądź większej ilości predefiniowanych znaczników (tags), których znaczenie interpretowane jest przez klienty pocztowe. Dodawanie znaczników (tagów) wiadomościom jest wspierane przez niektórych dostawców poczty oferujących dostęp z poziomu przeglądarki, np. gmail.
- IMAP pozwala na posiadanie wielu folderów na jednym koncie pocztowym. Klienty IMAP są w stanie tworzyć, zmieniać nazwę oraz kasować foldery w skrzynkach pocztowych na serwerze. Mogą też przenosić wiadomości między folderami. Możliwy jest również dostęp do folderów publicznych i współdzielonych.
- IMAP pozwala wykonywać przeszukiwanie skrzynki pocztowej po stronie serwera. Zatem zadanie wyszukiwania może być przetwarzane przez serwer pocztowy, nie przez klienta. Działanie takie nie wymusza pobierania wszystkich wiadomości.
- Korzystając z doświadczeń wcześniej rozwijanych protokołów, IMAP jasno definiuje sposoby dzięki którym może być rozszerzany.